# Polydesmus squammatus
Polydesmus squammatus är en mångfotingart som beskrevs av Carl Ludwig Koch. Polydesmus squammatus ingår i släktet Polydesmus och familjen plattdubbelfotingar. Inga underarter finns listade i Catalogue of Life.